# Paulius Koverovas
Paulius Koverovas (* 25. Juni 1970) ist ein litauischer Wirtschaftsjurist, Rechtsanwalt und ehemaliger Politiker, stellvertretender Justizminister Litauens.

## Leben
1993 absolvierte Paulius Koverovas ein Diplomstudium an der Rechtsfakultät der Universität Vilnius. Von 1994 bis 2003 war er als Assistent an der Universität Vilnius tätig. 2004 promovierte er im Arbeitsrecht zum Thema Besonderheiten der Behandlung der arbeitsrechtlichen Sachen (lit. „Bylų, kylančių iš darbo teisinių santykių, nagrinėjimo ypatumai“). Koverovas leitete die Rechtsabteilung der Telekommunikationsgesellschaft „Omnitel“. Bis 2002 war er stellvertretender Justizminister Litauens und von 2002 bis 2007 Staatssekretär des Justizministeriums. Ab 2007 ist er  Rechtsanwalt der skandinavischen Rechtsanwaltskanzlei „Sorainen“ und leitet die Praxisgruppe für  Wettbewerb und staatliche Regulierung.